# Pittenhart
Pittenhart – miejscowość i gmina w południowo-wschodnich Niemczech, w kraju związkowym Bawaria, w rejencji Górna Bawaria, w regionie Südostoberbayern, w powiecie Traunstein, wchodzi w skład wspólnoty administracyjnej Obing. Leży około 25 km na północny zachód od Traunsteinu.

## Demografia
Dane o ludności z 31 grudnia 2008:
| Opis                                | Ogółem | Ogółem | Kobiety | Kobiety | Mężczyźni | Mężczyźni |
| ----------------------------------- | ------ | ------ | ------- | ------- | --------- | --------- |
| Jednostka                           | osób   | %      | osób    | %       | osób      | %         |
| Populacja                           | 1636   | 100    | 820     | 50,12   | 816       | 49,88     |
| Wiek przedprodukcyjny (0–17 lat)    | 331    | 20,23  | 181     | 11,06   | 150       | 9,17      |
| Wiek produkcyjny (18–65 lat)        | 1012   | 61,86  | 480     | 29,34   | 532       | 32,52     |
| Wiek poprodukcyjny (powyżej 65 lat) | 293    | 17,91  | 159     | 9,72    | 134       | 8,19      |

## Polityka
Wójtem gminy jest Hans Spiel z CSU, rada gminy składa się z 12 osób.
|      | CSU | SPD | FW | Razem |
| 2008 | 7   | 5   | 12 |       |
| 2002 | 7   | 5   | 12 |       |